# Anemone transvaalensis
Anemone transvaalensis är en ranunkelväxtart som beskrevs av Burtt-davy. Anemone transvaalensis ingår i släktet sippor, och familjen ranunkelväxter.

## Underarter
Arten delas in i följande underarter:
- A. t. filifolia
- A. t. pottiana